# 警視庁いきもの係
『警視庁いきもの係』（けいしちょういきものがかり）は、大倉崇裕による日本のミステリ小説シリーズ。
警視庁いきもの係に所属する窓際警部補・須藤友三（すどう ともぞう）と動物大好き新米巡査・薄圭子（うすき けいこ）のコンビが、動物の生態をもとに事件解決に奔走するミステリーで、動物シリーズ、「警視庁総務部動植物管理係」シリーズとも呼ばれる。（詳細はシリーズ一覧）
2017年7月9日から9月10日まで、フジテレビ系でテレビドラマ化された。

## あらすじ
捜査一課で“鬼の須藤”と恐れられた敏腕刑事の須藤友三は、ある事件で銃弾を頭部に食らい負傷し「総務課・動植物管理係」に配属となった。そこは、逮捕・拘留された容疑者のペットを一定期間、保護・世話をする通称警視庁いきもの係だった。

## 制作の経緯
本シリーズは、大倉の作品『福家警部補の挨拶』所収「愛情のシナリオ」に登場するペットショップニノミヤの店員・岩澤ゆかりが着想のきっかけとなった。岩澤は殺人事件のことよりも事件に巻き込まれた文鳥を心配するキャラクターで、そこから大倉は「人間より動物を優先するキャラクターが動物がらみの事件を捜査する」というアイデアを思いついた。「警視庁いきもの係」は大倉が創作した架空の部署である。なお、現実の警視庁総務部には総務課は存在しておらず、本書での総務課も動物管理係以外に仕事のない（したがって課長代理心得の須藤と、事務職員の田丸の本庁詰めの二人に、警察博物館詰めの薄の三人きり）の「これ以上下がない閑職」（須藤のセリフ）と設定されている。

## 登場人物
須藤友三（すどう ともぞう）
警視庁総務部総務課・動植物管理係の課長代理心得。階級は警部補。50歳（シリーズ1作目『小鳥を愛した容疑者』時点）。独身。
元は捜査一課の刑事で、「鬼の須藤」と恐れられていた。しかしある日、職務質問の現場に遭遇し、質問中の男に隠し持っていた拳銃で頭部を撃たれてしまう。弾丸は摘出されたが捜査一課をお払い箱となり、総務課・動植物管理係に左遷される。
普段は警視庁10階にある総務部総務課で仕事をしていて、出動要請があると警察博物館にある薄の私室を訪れ、薄と共に現場に出向く。

薄圭子（うすき けいこ）
警視庁警察博物館所属の巡査。
幼少期から動物に対しての異常な興味と天才的な記憶・考察力を発揮し、北海道の大学で獣医学を専攻していた。
26歳のときに動植物管理係人材募集のための警察官採用特別試験に合格、採用から2年後に動植物管理係の初任務で須藤と現場に赴いた。
警察博物館の6階に私室があり、普段はそこで仕事をしている。須藤に外に連れ出されるとき、私服を用意していないため警察官の制服・制帽姿で外出するが「警察官のコスプレをしている一般人」と勘違いされる。
会話での聞き間違いが非常に多い。そのほとんどが動物に関することと聞き間違えている。また、故事成語や慣用句の知識が極度に乏しい。
博物館に持ち込まれた動物に勝手に名づける癖があり、その殆どは日本の特撮怪獣（ブルトン、リトラ、バルゴンなど）にちなんでいる。

石松和夫（いしまつ かずお）
捜査一課所属の警部補。鬼瓦のような顔をしている。
須藤とは警察学校の同期であり、須藤が捜査一課にいた頃はライバル関係だった。
福家警部補シリーズに登場する石松和夫と同一人物。福家らしき「女警部補殿」も会話の中に時折登場する。
須藤と福家も旧知で、『アロワナを愛した容疑者』では電話で言葉を交わしたほか、福家シリーズに須藤も顔出ししている。

日塔（にっとう）
捜査一課所属の警部補。原作では下の名前はない。
巨体で、捜査へのアプローチも威圧的、暴力的な、古いタイプの刑事である。
憎まれ口を叩きあいながらも結構仲は悪くない石松とは異なり、一課時代から須藤との仲は最悪で、『フクロウを愛した容疑者』で初登場以降喧嘩を繰り返しているが、登場が多くなるにつれて何となくお互いを認め合うようになっている。

田丸弘子（たまるひろこ）
総務部総務課の事務職員。
暇をもてあます須藤に「サルでもわかるパソコンシリーズ」などで勉強を勧める。
警視庁本部勤務なので薄と顔をあわせることは少ないが電話などを通じて仲は良い。お茶淹れは天下一品で、調べ物などのサポートも手際よい。
年齢は不明だが、須藤らとは相当古い馴染みで、老眼も気にしているので、そう若くはないらしい。

## シリーズ一覧
シリーズ2作目と3作目は、単行本には「警視庁総務部動植物管理係」、文庫本には「警視庁いきもの係」という副題が付けられている。テレビドラマ化発表後に刊行されたシリーズ4作目から、単行本の副題も「警視庁いきもの係」に統一された。
| 巻数 | 書籍名                                          | 発売日         | レーベル   | ISBN              | 収録作品（初出） | 備考             |
| ---- | ----------------------------------------------- | -------------- | ---------- | ----------------- | --- | ---------------- |
| 1    | 小鳥を愛した容疑者                              | 2010年7月28日  | 講談社     | 978-4-06-216349-1 | - 小鳥を愛した容疑者（『メフィスト』2009 VOL.1） - ヘビを愛した容疑者（『メフィスト』2009 VOL.2） - カメを愛した容疑者（『メフィスト』2009 VOL.3） - フクロウを愛した容疑者（『メフィスト』2010 VOL.1） |                  |
| 1    | 小鳥を愛した容疑者                              | 2012年11月15日 | 講談社文庫 | 978-4-06-277391-1 | - 小鳥を愛した容疑者（『メフィスト』2009 VOL.1） - ヘビを愛した容疑者（『メフィスト』2009 VOL.2） - カメを愛した容疑者（『メフィスト』2009 VOL.3） - フクロウを愛した容疑者（『メフィスト』2010 VOL.1） | 解説：香山二三郎 |
| 2    | 蜂に魅かれた容疑者 警視庁総務部動植物管理係     | 2014年7月9日   | 講談社     | 978-4-06-219026-8 | - 蜂に魅かれた容疑者（『メフィスト』2013 VOL.1 - 2014 VOL.1） |                  |
| 2    | 蜂に魅かれた容疑者 警視庁いきもの係             | 2017年1月13日  | 講談社文庫 | 978-4-06-293562-3 | - 蜂に魅かれた容疑者（『メフィスト』2013 VOL.1 - 2014 VOL.1） | 解説：石井千湖   |
| 3    | ペンギンを愛した容疑者 警視庁総務部動植物管理係 | 2015年11月10日 | 講談社     | 978-4-06-219786-1 | - ペンギンを愛した容疑者（『メフィスト』2014 VOL.3） - ヤギを愛した容疑者（『メフィスト』2015 VOL.1） - サルを愛した容疑者（書き下ろし） - 最も賢い鳥（『近藤史恵リクエスト! ペットのアンソロジー』）   |                  |
| 3    | ペンギンを愛した容疑者 警視庁いきもの係         | 2017年6月15日  | 講談社文庫 | 978-4-06-293674-3 | - ペンギンを愛した容疑者（『メフィスト』2014 VOL.3） - ヤギを愛した容疑者（『メフィスト』2015 VOL.1） - サルを愛した容疑者（書き下ろし） - 最も賢い鳥（『近藤史恵リクエスト! ペットのアンソロジー』）   | 解説：佳多山大地 |
| 4    | クジャクを愛した容疑者 警視庁いきもの係         | 2017年6月13日  | 講談社     | 978-4-06-220566-5 | - ピラニアを愛した容疑者（『メフィスト』2016 VOL.2） - クジャクを愛した容疑者（『メフィスト』2016 VOL.3） - ハリネズミを愛した容疑者（書き下ろし）                                                      |                  |
| 4    | クジャクを愛した容疑者 警視庁いきもの係         | 2019年6月13日  | 講談社文庫 | 978-4-06-515642-1 | - ピラニアを愛した容疑者（『メフィスト』2016 VOL.2） - クジャクを愛した容疑者（『メフィスト』2016 VOL.3） - ハリネズミを愛した容疑者（書き下ろし）                                                      | 解説：大矢博子   |
| 5    | アロワナを愛した容疑者 警視庁いきもの係         | 2019年6月13日  | 講談社     | 978-4-06-515412-0 | - タカを愛した容疑者（『メフィスト』2018 VOL.1） - アロワナを愛した容疑者（『メフィスト』2018 VOL.2） - ランを愛した容疑者（書き下ろし）                                                                |                  |
| 5    | アロワナを愛した容疑者 警視庁いきもの係         | 2022年4月15日  | 講談社文庫 | 978-4-06-527620-4 | - タカを愛した容疑者（『メフィスト』2018 VOL.1） - アロワナを愛した容疑者（『メフィスト』2018 VOL.2） - ランを愛した容疑者（書き下ろし）                                                                | 解説：末國善己   |
| 6    | ゾウに魅かれた容疑者 警視庁いきもの係           | 2021年7月5日   | 講談社     | 978-4-06-524057-1 | - ゾウに魅かれた容疑者（『メフィスト』2019 VOL.2 - 2020 VOL.1） |                  |

## テレビドラマ
2017年7月9日から9月10日まで毎週日曜21時 - 21時54分に、フジテレビ系「日曜21時枠ドラマ」で放送された。主演は渡部篤郎。なお、本番組をもって日曜21時ドラマ枠は廃枠される。

### キャスト
須藤友三（すどう ともぞう）〈48〉
演 - 渡部篤郎
警視庁総務部総務課動植物管理係（通称：警視庁いきもの係）の課長代理心得。階級は警部補。
元は捜査一課の刑事だったが、ある事件で頭部を撃たれ休職し、復職後に動植物管理係に異動となった。前述の事件の弾丸がまだ摘出されずに残っており、そのために事件以前の記憶が回復していない。また撃たれた際、手にたい焼きを持っていたため、それを見ると拒絶反応を示してしまい食べることができなかった。
よくオヤジギャグやダジャレを口にするが、四十万を除いて理解されない。
自分がなぜ頭部を撃たれたのかも覚えていない状態だったが、愛鳥家男性殺人事件を解決後に当時の記憶がよみがえる。その日は当時相棒だった石松の誕生日で、サプライズパーティーのためにたい焼きを買った途中に職務質問していた地域課の警官たちに遭遇し、拳銃を隠し持っていた男性に頭部を撃たれ負傷したのだった。記憶を取り戻した後は、たい焼きも食べられるようになった。宗教団体「ギヤマンの鐘」によるテロ事件解決後、鬼頭から捜査一課への復帰の辞令を受けるが断り、引き続き動植物管理係に留まることになった。
薄圭子（うすき けいこ）〈22〉
演 - 橋本環奈
動植物管理係に所属する女性警察官。階級は巡査。大学で獣医学を専攻した動物飼育の専門家。係創設の際に一般から採用された。
事件捜査の際には何よりも動物のことを優先しようとする。また、被害者や加害者のペットの鳴き声や仕草、行動などから事件の真相を見抜くことが多い。しかし、話の流れより興味のある単語に食いついたり、語りたい事ばかり語って話が噛み合わない事も多く、須藤にツッコまれる。また、物のたとえとして用いられる言葉の意味を理解できず、真面目に答えてしまう。見た目のせいで見知らぬ人からは警官姿をコスプレと勘違いされる。何となくという理由で須藤が記憶喪失であることを見抜く。南極観測隊をはじめ、複数から引き抜きの誘いを受けるが、すべて断った。
石松和夫（いしまつ かずお）〈33〉
演 - 三浦翔平
捜査一課所属の刑事。階級は巡査部長。須藤の元相棒で、鬼頭の指示で須藤を監視している。
現在は日塔の部下になっているが須藤への信頼は変わっておらず事件の内容を提供したり、定期的に総務課を訪れている。
実はたい焼きが好物だが、あんこが苦手でカスタードクリームの入ったものを好む。
事件捜査中にスズメバチに刺され、一時意識不明となった。
日塔始（にっとう はじめ）〈42〉
演 - 長谷川朝晴
捜査一課の係長。階級は警部。かつての須藤の同僚であるが、現在は須藤が捜査に関わることをよく思っていない。
猫アレルギーで近づくとすぐくしゃみをする。薄に対して好意を持ち、猫アレルギーにもかかわらずガスマスクを着けてでも動植物管理係に現れたり、捜査にかこつけて誘おうとするが、ことごとく失敗している。
三笠弥生（みかさ やよい）〈23〉
演 - 石川恋
動植物管理係が入居する警察博物館を管理する外郭団体の職員で受付担当。階級は巡査。好きな生き物はヘビ。
昔の武勇伝をしつこく語る二出川を鬱陶しく思っている。その反対に石松に対してはデレデレである。
桜井薫（さくらい かおる）〈28〉
演 - 清原翔
捜査一課の刑事。階級は巡査。三笠に好意を持っている。
日塔の部下にあたるが須藤の実力を評価している。
四十万拓郎（しじま たくろう）〈35〉
演 - 横山だいすけ
所轄の巡査。須藤をとても尊敬している。明るい性格で常にテンションが高い。
須藤には最初はよく名前を間違えられていたが、須藤と同じくオヤジギャグやダジャレが好きとわかってからは、名前を覚えてもらえた。
リスザルに噛まれ負傷、入院した。
ナオミ
演 - ティティ（猫〈スコティッシュフォールド〉）
第1話で排水管に挟まり、薄に救出された。
飼い主の沼袋ヒロシが、妻を人質にとってアパートの自室に篭城するという事件を起こして逮捕され、動植物管理係に預けられた。
メス猫のような名だが、オスである。好物はプロセスチーズ。第2話以降は係のマスコット的存在となる。
沼袋が釈放され、引き取られていった。
二出川昭吉（にでかわ しょうきち）〈68〉
演 - でんでん
警察博物館によく出入りする元上野署の刑事。三笠によく刑事時代の武勇伝を語って聞かせている。
鬼頭勉（きとう つとむ）〈55〉
演 - 寺島進
捜査一課管理官。階級は警視。石松に須藤を監視するよう指示する。ある事件の家宅捜索を指示している時、何者かに狙撃され、死亡したかのように思われたが、実は「ギヤマンの鐘」を欺くためであった。
5年前、ある事件の容疑者として庄野を取り調べた。その間に庄野が営む養蜂場が台風の影響で全滅し、そのことの反省から動植物管理係を立ち上げた。
田丸弘子（たまる ひろこ）〈52〉
演 - 浅野温子
動植物管理係の事務員。かつて捜査一課に在籍していたことがあり、須藤をよく知る。息子（読み：いきこ）という名前の娘がいる。

#### ゲスト
第1話
- 沼袋ヒロシ（関東極麗会の構成員・ナオミの飼い主） -  蝶野正洋（最終話にも登場）
- 沼袋アケミ（ヒロシの妻） - 真中乃亜
- 星川咲希（警視庁の受付係） - 星名桜子
- 戸所松之（運送業者） - 鮫島満博
- 八木良和（ウェブデザイナー・十姉妹の飼い主） - 奥野正明
- 井上（八木が住むマンションの守衛） - 小野了
- 園田鶴夫（3年前に閉店した園田小鳥店の店主） - 廣川三憲

第2話
- 藤原慶二郎（藤原食品グループの会長・ケープペンギンの飼い主） - 河野洋一郎
- 藤原亜紀子（慶二郎の妻） - 幸田尚子
- 久慈達夫（会長秘書） - 小柳友
- 青木益男（宝石店経営者・亜紀子の兄） - 勝矢
- 多田拓也（藤原食品グループの顧問弁護士） - 宇賀神亮介
- 若宮恵美子（大島不動産販売の社員） - 深谷由梨香
- 森本（下馬水族館の飼育員） - 金時むすこ

第3話
- 菅野大作（3日後に時効を迎える強盗傷害事件の指名手配犯） - 酒井和哉
- 山脇伸一（元飲料メーカー社員・コーンスネークとボアコンストリクターの飼い主） - 日下部千太郎
- 斎藤（山脇の隣人・ウサギの飼い主） - 田山由起
- 芦洲芳雄（爬虫類専門ペットショップ「生き物よしず」の店主） - 橋本じゅん
- 河田透（河田工業の工員） - 原金太郎
- 山本勝（建設作業員） - 村上新悟

第4話
- 平野（逮捕された男） - 俵広樹
- 湯沢遥香（平野の元恋人） - 友咲まどか
- 三好輝也（滝流第二小学校 教頭） - 高松克弥
- 警備員 - 高野漁
- 津浜寿弘（元学習塾経営者・シバヤギの飼い主） - 志賀圭二郎
- 赤木（東城農業大学の職員・動植物管理係からスカンクを引き取った） - 友松栄
- 出倉健二（滝流第二小学校 5年2組生徒） - 田中奏生
- 園部（滝流第二小学校 校長） - 林和義
- 梅川（ホームセンターの店員） - 橋沢進一
- 出倉信司（健二の父） - 小松和重

第5話
- 五反田徹也（自販機メーカーの営業職・リスザルの飼い主） - 鈴之助
- 車谷名子（五反田の恋人） - 渡辺瞳子
- 葛田楠文（食品会社「ごはんだ五反田」の社長室長） - 小松利昌
- 内海美枝（アパレル店員・車谷の友人） - 早織
- 矢吹直樹（ペットショップ「チンペ」のオーナー） - 本多力

第6話
- 岡野（梶田の隣人） - 柿弘美
- 梶田実（フリーライター・ヨウムの現飼い主） - 斉藤佑介
- 伊勢昭典（工場経営者・ヨウムの元飼い主） - 土平ドンペイ
- 村田透（亀の子出版の編集長）- 北山雅康
- 野間夏夫（亀の子出版の編集者） - 桜田通
- アニータ / 鮫島（おかまバー「BAR DEKA DANCE」のママ・二出川の刑事時代の同僚） - IKKO
- ベロニカ（おかまバー「BAR DEKA DANCE」の従業員） - EIKI
- エンディング映像の着ぐるみ - 超特急（第1話 - 第9話に登場、第6話のみ顔出し）

第7話
- 草野天（熱帯魚ショップ「アクアショップクサノ」のオーナー） - 夕輝壽太
- 川田道明（無職・ピラニアの飼い主） - 秋間登
- 戸村滋之（運送会社の営業職・川田の友人） - 坪谷隆寛
- 足高（自治会長） - 佐藤蛾次郎

第8話
- 渋谷孝（会計士） - 岡慶悟
- 渋谷敦子（孝の妻） - 青山倫子
- 藤田道典（翻訳家・孝の隣人・モリフクロウの飼い主） - 千葉ペイトン
- 友塚公平（藤田の友人・ベンガルワシミミズクの飼い主） - 佐伯新

第9話・最終話
- 庄野一樹（元養蜂家） - 利重剛
- 大谷雅子（猿蟹旅館の女将） - ぼくもとさきこ（第9話のみ）
- 大谷弓子（雅子の娘・ヨツユビハリネズミの飼い主） - 西畑澪花（第9話のみ）
- アッサークラ（猿蟹旅館の従業員） - 林和義（第9話のみ）
- 栗原貞巳（アッサークラのハリネズミ友達） - 檜尾健太
- 栗原亜紀子（スナック店員・貞巳の妻） - 高橋美津子
- 今尾正貴（フリーライター） - 髙橋洋

### スタッフ
- 原作 - 大倉崇裕『小鳥を愛した容疑者』、『蜂に魅かれた容疑者 警視庁いきもの係』、『ペンギンを愛した容疑者 警視庁いきもの係』、『クジャクを愛した容疑者 警視庁いきもの係』（講談社）
- 脚本 - 田中眞一、三浦駿斗
- 主題歌 - 超特急「My Buddy」[40]
- 動物監修 - 三輪恭嗣
- アニマルトレーナー - 伊賀紀江
- 音楽 - Evan Call、Audio Highs（ミラクル・バス）
- スタントコーディネート - 釼持誠
- ガンエフェクト - 早川光（Shining）
- 警察監修 - 古谷謙一
- 編成企画 - 渡辺恒也
- プロデュース - 貸川聡子
- 演出 - 木下高男、松木創、石川淳一、菊川誠
- 制作 - フジテレビ
- 制作著作 - 共同テレビ

### 放送日程
| 各話                                                                        | 放送日  | サブタイトル                                              | 原作                                        | 脚本              | 演出     | 視聴率 |
| --------------------------------------------------------------------------- | ------- | --------------------------------------------------------- | ------------------------------------------- | ----------------- | -------- | ------ |
| 第1話                                                                       | 7月09日 | 動物愛で謎を解け! 十姉妹と秘密の鳥カゴ 痛快刑事ミステリー | 小鳥を愛した容疑者                          | 田中眞一          | 木下高男 | 8.9%   |
| 第2話                                                                       | 7月16日 | 部屋とペンギンと私 愛した容疑者は誰!                      | ペンギンを愛した容疑者                      | 田中眞一          | 木下高男 | 7.2%   |
| 第3話                                                                       | 7月23日 | 知られざるヘビ愛の世界!驚きの逆転劇                       | ヘビを愛した容疑者                          | 田中眞一          | 松木創   | 6.0%   |
| 第4話                                                                       | 7月30日 | ヤギが食べた真相!?息子からの手紙、夏                      | ヤギを愛した容疑者                          | 田中眞一 三浦駿斗 | 石川淳一 | 5.7%   |
| 第5話                                                                       | 8月06日 | サルを愛した容疑者 起こるはずない殺人!悲劇の真相          | サルを愛した容疑者                          | 田中眞一          | 木下高男 | 6.6%   |
| 第6話                                                                       | 8月13日 | 記憶の真実話します 事件のカギは花言葉!? 最も賢い鳥        | 最も賢い鳥                                  | 田中眞一          | 石川淳一 | 5.3%   |
| 第7話                                                                       | 8月20日 | 恐怖のピラニア殺人 孤独な刑事とコイする動物オタク         | ピラニアを愛した容疑者                      | 田中眞一 三浦駿斗 | 菊川誠   | 5.9%   |
| 第8話                                                                       | 8月27日 | フクロウが来たりて 謎を解く! 凹凸コンビ解散の危機         | フクロウを愛した容疑者                      | 田中眞一          | 木下高男 | 5.7%   |
| 第9話                                                                       | 9月03日 | 湯けむりハリネズミ 雀蜂パニック 動き出す最後の事件        | ハリネズミを愛した容疑者 蜂に魅かれた容疑者 | 田中眞一          | 石川淳一 | 5.7%   |
| 最終話                                                                      | 9月10日 | 蜂に魅かれた容疑者 テロ計画を阻止せよ!動物集合            | 蜂に魅かれた容疑者                          | 田中眞一          | 木下高男 | 7.7%   |
| 平均視聴率 6.5%（視聴率はビデオリサーチ調べ、関東地区・世帯・リアルタイム） |         |                                                           |                                             |                   |          |        |

- 第1話は、21時 - 22時9分の15分拡大放送。
- 第2話は、映画『カーズ2』放送のため21時10分 - 22時4分の10分繰り下げ放送。
- 最終話は、『FNS27時間テレビ にほんのれきし』放送のため21時30分 - 22時24分の30分繰り下げ放送。

2022年1月時点でDVD,Blu-rayの発売はされていない。
| フジテレビ系列 日曜21時枠連続ドラマ                              | フジテレビ系列 日曜21時枠連続ドラマ         | フジテレビ系列 日曜21時枠連続ドラマ |
| 前番組                                                           | 番組名                                      | 次番組                              |
| ---------------------------------------------------------------- | ------------------------------------------- | ----------------------------------- |
| 櫻子さんの足下には死体が埋まっている （2017年4月23日 - 6月25日） | 警視庁いきもの係 （2017年7月9日 - 9月10日） | （廃枠）                            |
| フジテレビ系列 日曜21:00 - 21:54枠                               |                                             |                                     |
| 櫻子さんの足下には死体が埋まっている                             | 警視庁いきもの係 【ここまでドラマ枠】       | ニチファミ! ※19:00 - 21:54          |